# Safeway
Safeway, Inc ist ein Einzelhandelsunternehmen in den USA mit Firmensitz in Pleasanton, Kalifornien. Es wurde gegründet im Jahr 1915. Seit 2015 gehört das Unternehmen über sein Mutterunternehmen Cerberus zu Albertsons.

## Geschichte
Im Jahre 1914 gründete  der 54-jährige Baptistenprediger und fünfzehnfache Vater Rev. Samuel M. Skaggs den Skaggs Cash Store in American Falls, Idaho. Als S.M. Skaggs beschloss, sich auf sein Amt als Prediger zu konzentrieren, kaufte sein 29-jähriger Sohn Marion Barton Skaggs 1915 das Lebensmittelgeschäft für 1.088 Dollar (entspricht 31.500 Dollar im Jahr 2022) von ihm. Der zweite Laden folgte 1918 in Burley, Idaho. Er eröffnete mehrere weitere Geschäfte in benachbarten Städten in den Folgejahren und nannte sie Skaggs United Stores, während seine Brüder O. P. und L. J. eigene Geschäfte unter den Namen Skaggs Cash Store bzw. Pay 'n' Take It eröffneten. Bis 1921 besaß M.B. Skaggs 14 Geschäfte in Idaho und Montana.
In der Zwischenzeit zog sich 1924 Sam Seelig aus seiner Lebensmittelkette Seelig Groceries zurück. 1926 waren die 428 Läden von Skaggs United und die 322 Läden von Safe Way die beiden größten Lebensmittelketten im amerikanischen Westen und wurden im Rahmen eines Merger unter dem Namen Skaggs Safeway mit Skaggs als CEO zusammengeführt. Im Jahr 1928 wurde der Name auf Safeway verkürzt. 1928 expandiert Safeways durch Übernahmen nach Washington, D.C., Virginia, Maryland, Arkansas, Iowa, Kansas, Missouri und Texas und 1929 nach Kanada, das Jahr endet mit 2.660 Geschäften.
Diese Fusion wurde von Charles E. Merrill, dem Gründer der Maklerfirma Merrill Lynch, der Safeway finanziell unterstützte, initiiert. Er spielte eine entscheidende Rolle dabei, Safeway zu der Lebensmittelkette zu machen, die sie heute ist. In den 1930er Jahren verließ er Merrill Lynch sogar für einige Jahre, um die neu gegründete Safeway, Inc. zu leiten, die 1928 an der New Yorker Börse notiert worden war. Skaggs leitete das Unternehmen acht Jahre lang, bevor er 1934 die Geschäfte an Lingan A. Warren übergab.
Safeway fusionierte 1931 mit der MacMarr-Kette in Kalifornien und beendete das Jahr mit 3.527 Filialen – ein Allzeithoch – und einem Umsatz von 246,8 Millionen Dollar. 1941 expandierte Safeway in das Gebiet New York und New Jersey und Skaggs sog sich als Vorsitzender zurück.
Im Jahr 1962 begann die Internationalisierung des Konzerns mit der Übernahme von elf John-Gardner-Geschäften in England und der Gründung von Safeway Australia und Safeway Deutschland 1964. Im Jahr 1965 kam Schottland hinzu.
2015 übernahm der US-amerikanische Finanzinvestor Cerberus Capital Management Safeway, um sie mit der Handelskette Albertsons zu vereinigen.

## Supermarktmarken

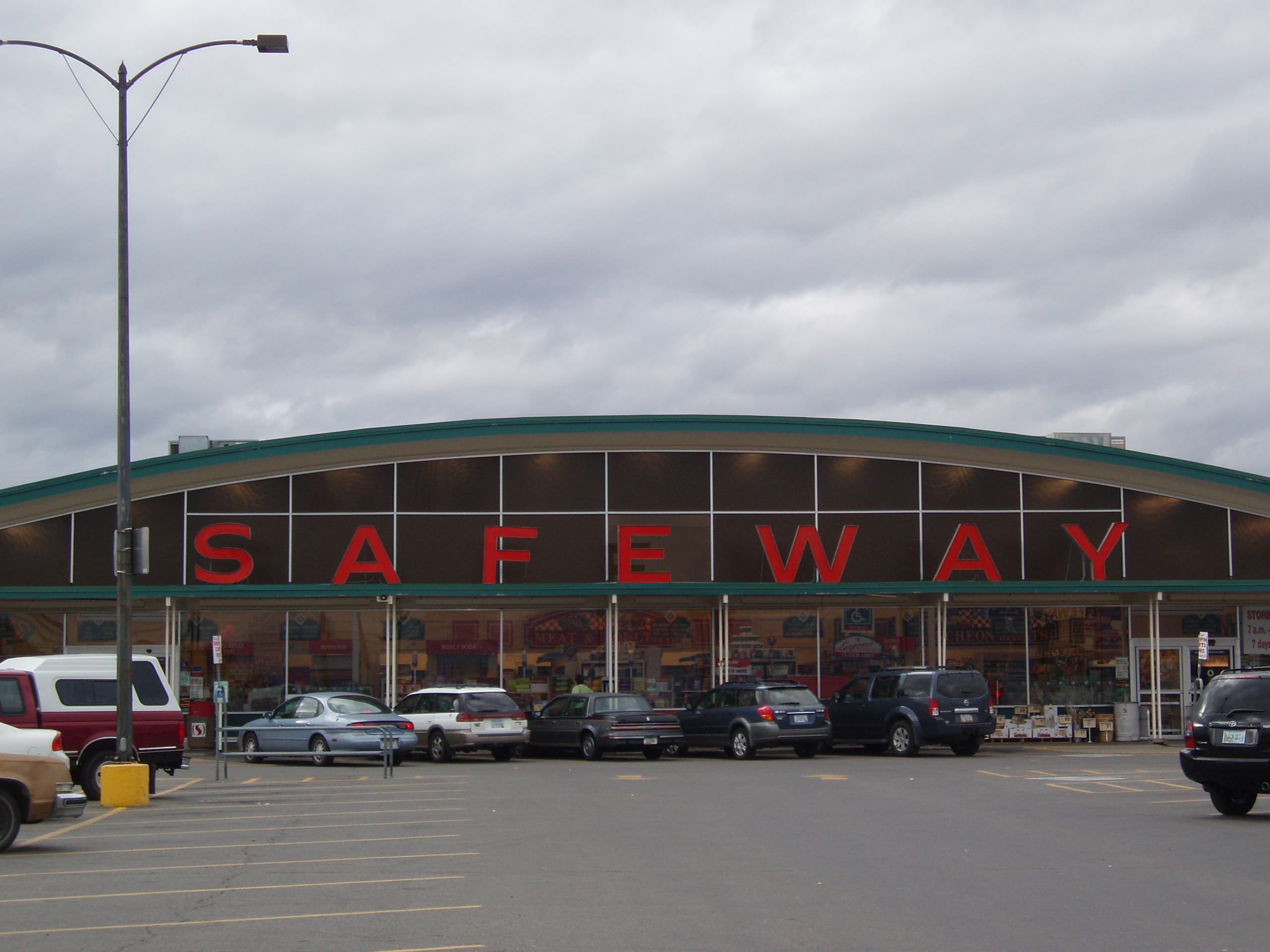
Eine Safeway-Filiale

Neben der Bezeichnung Safeway betreibt das Unternehmen unter weiteren Marken Supermärkte:
- Carrs (Carr-Gottstein Foods), Alaska, Supermarktkette
- Casa Ley, westliches Mexiko
- Dominick's (Dominick's Finer Foods), Illinois, Supermarktkette
- Genuardi's (Genuardi's Family Markets),
- Pak 'n' Save
- Pavilions
- Randall's Food Markets, Texas, Supermarktkette
- Simon David, Dallas, Texas,
- Tom Thumb Food & Pharmacy, Texas
- Vons (The Vons Companies, Inc.), südliches Kalifornien/Nevada

## Safeway in Deutschland
Am 4. Juli 1963 erfolgte mit der Übernahme der Big Bär Warenhandels GmbH in Hamburg der Markteintritt auf Bundesgebiet. Das Unternehmen betrieb unter Big Bär zum damaligen Zeitpunkt zwei Filialen in der Hansestadt, die vorerst auch weiter unter dem alten Namen betrieben wurden. Am 12. Oktober 1967 konnte ein weiterer Markt in Eppendorf eröffnet werden. Wie viele Märkte zu diesem Zeitpunkt als Safeway betrieben wurden, ist unklar. 1984 folgte ein weiterer Standort im Lüneburger Haus am Harburger Ring, der jedoch wegen schlechtlaufender Umsätze am 19. Juli 1986 geschlossen wurde, den 20 Mitarbeitern drohte die Entlassung.
Zum 1. August 1985 übernahm die zur Werhahn-Gruppe gehörende Supermarktkette Bolle das Unternehmen. Die damals auf den Namen Safeway Supermarkt GmbH lautende und in Norderstedt hauptansässige Gesellschaft betrieb zu diesem Zeitpunkt 36 Filialen und erwirtschaftete einen Umsatz von vermutlich 340 Millionen DM, während der Umsatz von Bolle zur gleichen Zeit auf gut 200 Millionen DM geschätzt wurde. Neben Bolle wurde der Name Safeway z. T. beibehalten. Safeway beschäftigte im Oktober 1985 1300 Mitarbeiter. Nach der Übernahme kam es zur Sorge vor einem Arbeitsplatzabbau sowie ein Weiterverkauf von zwölf der damals 35 Filialen.
Im Mai 1987 betrieb man 74 Bolle- und Safeway-Filialen in Hamburg. Mit dem Verkauf 1987/1988 des gesamten Supermarktportfolios an Schweizer Banken beendete die Familie Werhahn ihre Tätigkeiten im Lebensmitteleinzelhandel, wodurch auch Safeway den Eigentümer wechselte. Die Frankfurt am Main ansässige Co op AG wollte die 72 Bolle- und Safeway-Märkte in Hamburg und Umgebung pachten. Im Februar 1988 wurde der Verkauf an die Co op AG der zu diesem Zeitpunkt 80 Bolle- und Safeway- in Hamburg existierenden Märkte genehmigt. Der Verkaufspreis wurde auf 500 Millionen DM geschätzt. Aufgrund möglicher Marktkonzentration gab es im Betriebsrat Sorgen vor Stellenstreichungen und Entlassungen, diese blieben jedoch vorerst aus. Im Februar 1989 betrieb man 52 Bolle- und Safeway-Märkte in Hamburg und Umgebung.
Durch den Ende der 1980er-Jahre aufgedeckten Co op-Skandal kam es zur Zerschlagung des Unternehmens und seiner Tochtergesellschaften. Im August 1989 waren von den in Hamburg zuletzt befindlichen 187 Märkten bereits fünf geschlossen worden, 18 weitere, darunter ca. sieben Bolle- bzw. Safeway-Filialen, sollten folgen. Zu diesem Zeitpunkt bestand nur noch bei Bolle und Safeway ein Betriebsrat. Die in Hamburg befindlichen Märkte der co op Nord, darunter auch die Safeway-Märkte in der Hansestadt wurden mit Wirkung zum 1. Oktober 1990 an die co op Schleswig-Holstein (die heutige Coop eG) sowie die co op Dortmund-Kassel (die spätere KG Dortmund-Kassel) verkauft, wobei die co op Schleswig-Holstein mit 75,1 Prozent die Mehrheit an den Märkten hielt. Am 28. August 1990 wurde dabei das Konzept der im Joint-Venture gegründeten Pro Verbraucher-Handels-GmbH auf einer Betriebsversammlung den Mitarbeitern vorgestellt. Die Märkte schlossen an diesem Tag bereits um 17:00 Uhr.
In der neuen Gesellschaft wurden die Märkte auf die Vertriebslinien Pro, Safeway und Mein Markt umgeflaggt, darunter bis Ende 1996 alle in Hamburg und Umgebung befindlichen Bolle-Märkte. Im November 1997 wurde bekannt, dass die Spar die Gesellschaft übernehmen wird. Verkauft worden sind 154 Märkte, die unter den drei Vertriebslinien, darunter Safeway betrieben wurden. Mit der Umflaggung begann die Spar dabei ab dem 9. Februar 1998. Zunächst wurden dabei innerhalb von drei Wochen die Sortimente und die Ladenausstattung an die Spar angepasst werden. Ab Ende August 1998 erfolgte die zeitgleich stattfindende Abgabe der Märkte an selbstständige Kaufleute sowie optische Umflaggung auf die Spar-Vertriebslinien, wobei es auch zu Schließungen von Filialen kam. Bis Ende des gleichen Jahres sollten bereits 19 Märkte als Spar flaggen. Mit Ende der Umflaggung auf Spar-Vertriebslinien verschwand der Name Safeway aus dem Straßenbild Deutschlands.